# Hermanas Azcaray Eguileor
Bajo el nombre de Hermanas Azcaray Eguileor se conoce al conjunto de tres cocineras vascas, Vicenta (1866-1918), Úrsula (1870-1929) y Sira (1876-1928) que, a finales del siglo XIX, pusieron las bases de la denominada cocina vasca. Sus recetas fueron recogidas más tarde en el libro El Amparo: sus platos clásicos, del que se hicieron sucesivas ediciones hasta 1956, y aún continúa reeditándose hoy como base de la cocina vizcaína moderna.

## Trayectoria

### Antecedentes familiares
Vicenta, nacida en Bilbao en 1866, fue la segunda hija del matrimonio formado por Felipa de Eguileor y de Urrutia (1831-15 de febrero de 1912) y Sebastián de Azcaray y Ansótegui (Bilbao, 1830-9 de abril de 1881. Previamente el matrimonio había tenido a Enrique (1864-16 de febrero de 1935). A Vicenta siguieron  Úrsula (Bilbao, 1869-21 de mayo de 1929) y Sira (Bilbao, 1876-25 de marzo de 1928). El padre procedía de una familia de ebanistas de Orozco y se especializó en la fabricación de cubas, y más tarde en el comercio del vino. La madre, hija de un perito agrónomo, Juan Eguileor, y de Luciana de Urrutia, había recibido, al igual que sus hermanos, una formación francesa que convirtió a Felipa de Eguileor en una experta cocinera.
El matrimonio Azcaray-Eguileor montó una taberna en el barrio de Mena, parte vieja de la ciudad de Bilbao, que enseguida se quedó pequeña, por lo que en 1879 abrieron un restaurante propiamente dicho, El Amparo, en el número 3 de la calle Concepción, en el límite entre los actuales barrios de San Francisco y el barrio de Zabala. En el primer piso se ubicaba la cocina y el comedor, mientras que en la segunda planta estaba la vivienda familiar.

### Formación
En 1881 murió el padre, y su viuda, decidida a sacar adelante el negocio familiar con ayuda de sus hijas, envió a estas a estudiar a internados franceses, mientras el primogénito se dedicaba a la banca.

### Éxito de la cocina vasco-francesa entre la burguesía
Al hacerse cargo como principal cocinera del restaurante, Vicenta, la mayor de las tres hermanas, no dudó en aplicar los conocimientos que había adquirido en Francia a la cocina tradicional vasca, algo que solo se daba hasta entonces en los grandes hoteles. La fusión de ambas cocinas puede considerarse como una muestra más de los cambios que sufrió la sociedad vasca, llevados a cabo por la burguesía emergente. Los cambios socioeconómicos llevaron a cambios gastronómicos y a cambios en las costumbres.
Se reanudaron los banquetes como signo externo del estatus económico  para celebrar los éxitos en el mundo de los negocios. El Amparo, si era necesario, se desplazaba a casas privadas e instituciones públicas. Los más célebres banquetes de la época, tanto públicos como privados, estuvieron a cargo de El Amparo.
El Amparo no estaba situado en un barrio ni de fácil acceso ni de buena fama. El barrio estaba rodeado por vías de tren y minas, y en él abundaban los prostíbulos, pero a pesar de ello, a él llegaban elegantes coches a diario. A El Amparo iban clientes de todas las clases sociales, y entre los famosos se encuentran: el torero Chiquito de Begoña, Sabino Arana, Eduardo Dato, Indalecio Prieto, Ramón de Basterra y el conde de Romanones. Por otro lado, la madre, Felipa Eguileor, vio la forma de enviar sus cazuelas de bacalao, angulas y las tostadas de carnaval por ferrocarril a distintos puntos de España, incluso al extranjero. De este modo, sus afamados platos llegaron incluso a la mesa de Alfonso XIII y a otros personajes de la corte.

Corría entonces por Bilbao un dicho que resumía bien la fama que había alcanzado: 
Para comer bien, a El Amparo y para comer en cantidad, al Torrontegui.

### La cocina de El Amparo
Era costumbre que los clientes del restaurante visitaran la cocina en la que elegían los platos antes de sentarse a la mesa. Vicenta Azcaray guisaba en una cocina amplia, fabricada en los talleres de Sagarduy Hijos, de fuego central, con carbón de piedra, triple circulación y hornos de asar, que se empleaba para los guisos o asados de legumbres, pescados y carnes. Además contaba con doce hornillos de carbón vegetal para los platos más delicados, la merluza frita o las salsas. Encima, de la gran campana se colgaban los chorizos, las ristras de ajo y los pimientos. Esta visión, sumada al aroma que salían de las cazuelas y la atención de las cocineras, animaban, sin lugar a dudas, a los comensales.
La calidad de las materias primas era indiscutible, a lo que añadían tiempo, temperatura y amor a la cocina. De este modo, su bacalao al pil-pil, la merluza frita y las tostadas llegaron a ser los platos estrella.
El auge de El Amparo fue imparable hasta octubre de 1918, fecha en la que murió Vicenta Azcaray víctima de la gripe.

### Decadencia
A raíz de la muerte de la mayor de las hermanas, se sucedieron una serie de circunstancias que llevaron al cierre del restaurante. La propia epidemia de gripe que ahuyentó a la clientela, y la degradación del barrio debido a la prostitución fueron los principales factores. Finalmente la muerte de las otras dos hermanas, Úrsula y Sira, una década más tarde terminó definitivamente con la actividad del restaurante. 
Como anécdota podría añadirse que Enrique, el mayor de los hermanos, vivió solo en el segundo piso de El Amparo hasta su fallecimiento el 16 de febrero de 1935. Ninguno de los hermanos tuvo descendencia, por lo que la familia se extinguió con él, pero no su obra. 

## De los fogones a los recetarios
Como ayudantes en la cocina, las dos hermanas menores, Úrsula y Sira habían tomado apuntes de las recetas elaboradas por su hermana, así como de algunas de su madre, actividad que llevaron a cabo hasta el 1918, fecha del fallecimiento de Vicenta. Tras morir las dos hermanas menores, Enrique Azcaray donó los cuadernos que habían escrito sus hermanas a la santa Casa Misericordia para que editasen un libro, cuyos beneficios se destinasen a los fines caritativos de la institución. La primera edición apareció el 3 de febrero de 1930, realizándose posteriormente una decena más hasta que a principios de la década de 1990 desapareció la imprenta de La Misericordia; aun así, La Gran Enciclopedia Vasca publicó, en 2001, una última edición, facsímil de la primera.
A través de estos recetarios, las propietarias de El Amparo dejaron testimonio de una cocina en la que la cocina tradicional se armonizaba perfectamente con las nuevas corrientes, sin desentonar dentro de una sociedad, la vasca, fuertemente apegada a las tradiciones.
A estos recetarios se deben las recetas canónicas de los platos más famosos de la cocina vizcaína: el bacalao, elaborado sin tomate —«sacrilegio» para las hermanas Azcaray—, las angulas, los chipirones rellenos, la porrusalda... En su mesa cabían desde la humilde tortilla de patatas hasta el sofisticado pichón a la Damidoff.

## Obras
- 1930. El Amparo: sus platos clásicos. Varias ediciones.
- 2001. El Amparo: sus 685 platos clásicos. Edición facsímil realizada por la Gran Enciclopedia Vasca.